# Tossa de Montbui
La Tossa de Montbui es una montaña de 620 metros que se encuentra en el municipio de Santa Margarida de Montbui, en la comarca de Noya. Se puede acceder por carretera en lo alto de la montaña, donde se encuentra la ermita de Santa Maria de la Tossa de Montbui y el Castillo de Montbui.
La Tossa de Montbui forma parte de una serie de alineaciones montañosas de la Cordillera Prelitoral Catalana de dirección NE-SW; destacan la Sierra de Queralt y la Sierra de Miralles, que separan las cuencas de los ríos Noya y Gaià. La Sierra de Miralles se divide en dos, dando lugar a las elevaciones de La Tossa de Montbui (627m) y la Sierra de la Portella. Esta última, en dirección NE, pasa lateralmente a la Sierra de Collbàs. El manto vegetal, formado esencialmente por bosques, permite el desarrollo de poblamientos faunísticos característicos de los bosques mediterráneos. 
Las formas de relieve particular, determinan una unidad fisiográfica de notable interés paisajístico.

## Situación geológica
El complejo de coral de la Tossa de Montbui está situado en el margen norte de los relieves de la Cordillera Prelitoral Catalana. Geológicamente forma parte de la Cuenca Terciaria del Ebro, hoy ocupada por la Depresión Central Catalana. La sucesión estratigráfica que incluye el complejo de coral de la Tossa de Montbui acumula en la fase regresiva del segundo ciclo eustático del Barton, dentro del ciclo sedimentario transgresivo-regresivo de Igualada. Dentro de esta fase regresiva hay intervalos transgresivos de orden menor durante los cuales se desarrollan los arrecifes coralinos o plataformas carbonatadas con muchos foraminíferos.